# Miyake-jima
Miyake-jima (三宅島) est une île volcanique de l'archipel d'Izu dans la sous-préfecture de Miyake au Japon. L'île fait partie du parc national de Fuji-Hakone-Izu. Administrativement, l'île dépend du village de Miyake.
Miyakejima (三宅島), comme les autres îles de l'archipel, est une île volcanique. Le volcan de l'île est le mont Oyama, qui est entré plusieurs fois en éruption au cours du XXe siècle. En 1940, une coulée de lave tue 11 personnes, et d'autres éruptions se sont produites en 1962 et en 1983. L'île a aussi été totalement évacuée le 14 juillet 2000, quand le volcan a menacé d'exploser après une série de secousses. Les résidents sont autorisés à retourner sur l'île en février 2005. 
Miyakejima est célèbre pour ses exécutions traditionnelles de taiko - kamitsuki kiyari taiko. C'est aussi un habitat privilégié pour le merle des Izu (akakokko en japonais), espèce endémique rare.  L'île possède une flore et une faune exceptionnellement riches avec notamment plusieurs espèces rares d'oiseaux. Les habitats sont constamment sous la menace de l'activité humaine et volcanique.
Les fonds sous-marins de l'île sont prisés par les plongeurs pour les récifs de corail et la faune marine (y compris la population de dauphins). L'île est accessible par bateau depuis Tokyo. Il y a également des vols qui partent de l'aéroport international de Tokyo Haneda.
Une légende urbaine relayée largement sur internet affirme qu'à cause des éruptions constantes du mont Oyama, les habitants sont obligés de porter un masque à gaz car lorsque le volcan entre en éruption, il dégage une épaisse fumée de dioxyde de soufre (SO2), un gaz nocif voire mortel à forte dose. Ce dernier point est cependant un canular, qu'une visite de l'île suffit à démonter,.

## Climat
| Mois                                             | jan.      | fév.      | mars      | avril     | mai       | juin      | jui.      | août      | sep.      | oct.      | nov.      | déc.      | année     |
| ------------------------------------------------ | --------- | --------- | --------- | --------- | --------- | --------- | --------- | --------- | --------- | --------- | --------- | --------- | --------- |
| Température minimale moyenne (°C)                | 7,1       | 6,9       | 9,2       | 12,7      | 16,2      | 19,5      | 23,2      | 24,3      | 22,2      | 18,4      | 14,1      | 9,7       | 15,3      |
| Température moyenne (°C)                         | 9,9       | 10        | 12,3      | 15,8      | 19,2      | 21,8      | 25,3      | 26,6      | 24,5      | 20,8      | 16,8      | 12,5      | 18        |
| Température maximale moyenne (°C)                | 12,1      | 12,4      | 15        | 18,6      | 21,9      | 24,2      | 27,8      | 29,1      | 26,7      | 22,9      | 19        | 14,6      | 20,4      |
| Record de froid (°C) date du record              | −1,2 1976 | −1,4 1997 | −0,2 1971 | 2,8 1986  | 7,4 1953  | 12,1 1978 | 14,8 1958 | 18,2 1985 | 14,1 1997 | 8,9 1984  | 3,7 1988  | 0,9 1973  | −1,4 1997 |
| Record de chaleur (°C) date du record            | 20,1 1989 | 21,8 1959 | 22,5 2013 | 24,9 1998 | 28,1 1998 | 31,1 2011 | 32 2010   | 32,8 2020 | 32,3 2000 | 29,4 1994 | 25,7 2011 | 23,8 2004 | 32,8 2020 |
| Ensoleillement (h)                               | 114,8     | 117,9     | 133,5     | 166,7     | 181,8     | 126,8     | 182,8     | 221,9     | 136       | 103,9     | 107,2     | 108,7     | 1 693,3   |
| Précipitations (mm)                              | 150,9     | 170,9     | 275,6     | 229,3     | 243,3     | 349,7     | 240,2     | 206,6     | 330,9     | 418,9     | 234,2     | 171,1     | 3 024,7   |
| Nombre de jours avec précipitations              | 9,2       | 10,1      | 14,1      | 11,5      | 11,3      | 13,6      | 10,2      | 8,9       | 13,5      | 13,8      | 12        | 10,7      | 139,4     |
| dont nombre de jours avec précipitations ≥ 10 mm | 4,1       | 5         | 7,5       | 6,6       | 6,4       | 7,7       | 5,5       | 3,9       | 7,2       | 8         | 6,7       | 4,8       | 73,6      |
| Humidité relative (%)                            | 65        | 66        | 70        | 73        | 79        | 86        | 87        | 86        | 83        | 78        | 72        | 67        | 76        |

| Diagramme climatique                                  |              |            |               |               |               |               |               |               |               |             |              |
| J                                                     | F            | M          | A             | M             | J             | J             | A             | S             | O             | N           | D            |
| 12,17,1150,9                                          | 12,46,9170,9 | 159,2275,6 | 18,612,7229,3 | 21,916,2243,3 | 24,219,5349,7 | 27,823,2240,2 | 29,124,3206,6 | 26,722,2330,9 | 22,918,4418,9 | 1914,1234,2 | 14,69,7171,1 |
| Moyennes : • Temp. maxi et mini °C • Précipitation mm |              |            |               |               |               |               |               |               |               |             |              |